# Alexandra, Nya Zeeland
Alexandra är en stad i regionen Otago på Sydön på Nya Zeeland. Staden har varma somrar och kalla vintrar. Området runt är mycket torrt och har många fruktodlingar, till exempel körsbär. Under sommarmånaderna dras många säsongsarbetare till området. Runt staden finns också goda möjligheter att cykla mountainbike.

## Övrigt
- I en bergssluttning i utkanten av staden har man byggt en gigantisk klocka.
- I folkmun kallas staden kort och gott "Alex".